# 廖明毅
廖明毅（1980年1月18日—），台湾導演、編劇、攝影師暨剪輯師，國立臺灣藝術大學應用媒體藝術研究所畢業，2005年進入影像創作領域，導演作品橫跨MV、廣告、短片和長片。參與多部電影的製作《六弄咖啡館》、《阿嬤的夢中情人》、《那些年，我們一起追的女孩》、《吃吃的愛》等。首部劇情長片為《怪胎》，並同時擔任導演、編劇、攝影和剪接。

## 影像作品

### 短篇電影
- 2004年 《九命人》擔任攝影
- 2005年 《提著腦袋上學去》擔任攝影
- 2007年 《合同殺人》
- 2008年 《G大的實踐》
- 2010年 《8624》(獲第33屆金穗獎一般作品優等獎)
- 2011年 《一個人對話》
- 2013年 《那一個晚上》
- 2013年 《門縫前的包裹》
- 2024年 《第六感》

### 長篇電影
- 2011年《那些年，我們一起追的女孩》擔任執行導演和剪輯
- 2013年《阿嬤的夢中情人》擔任剪輯
- 2016年《六弄咖啡館》擔任執行導演和編劇
- 2017年《吃吃的愛》擔任執行導演和編劇
- 2020年《怪胎》擔任導演、編劇、攝影和剪接[2]
- 2021年《暗社工》擔任導演、編劇、攝影和剪接
- 2024年《愛的噩夢》擔任導演、編劇、攝影和剪接
- 籌備中《閻鐵花》擔任導演、編劇、攝影和剪接

### 音樂錄影帶
- 2004年 范曉萱《鬼娃娃》
- 2005年 光良《妹妹》
- 2005年 梁靜茹《下一秒鐘》
- 2007年 這位太太《我看到很多人》
- 2007年 這位太太《而我》
- 2009年 有激人《超級白》
- 2009年 這位太太《不必》
- 2009年 這位太太《立場》
- 2009年 許哲珮《無賴》
- 2009年 許哲珮《樹》
- 2010年 靜物樂團《第七靈感》
- 2010年 有激人《山裡老鼠》
- 2010年 有激人《賀》
- 2011年 輕鬆玩樂團《只想》
- 2011年 輕鬆玩樂團《平行線》
- 2011年 張惠妹《一個人對話》
- 2011年 盧廣仲《像白癡一樣》
- 2011年 盧廣仲《別在我睡著的時候打電話給我》
- 2011年 林大晉《攻心計》
- 2012年 許哲珮《深淵的蝴蝶》
- 2018年 盧廣仲《明仔載》

### 廣告
- 2009年 《九把刀之依然不乾淨》
- 2009年 《九把刀之依然超能力》
- 2009年 《九把刀之依然拒絕我》
- 2009年 《九把刀之依然拒絕我》
- 2009年 《九把刀之慢慢來比較骯髒》
- 2010年 《廣人中早操教學》
- 2010年 《風和日麗連連看》
- 2010年 《風和日麗連連看2》
- 2010年 《AGD001》
- 2010年 《Good Morning , Good Evening 盧廣仲小巨蛋演唱會_超靦腆篇》
- 2010年 《Good Morning , Good Evening 盧廣仲小巨蛋演唱會_兔子琴篇》
- 2010年 《Good Morning , Good Evening 盧廣仲小巨蛋演唱會_蜘蛛人篇》
- 2011年 《周杰倫/追尋無與倫比_靈感激蕩篇》
- 2011年 《盧廣仲_慢靈魂清晨演唱會》
- 2011年 《moshi audio》
- 2011年 《變形平板狂想曲 第三集》
- 2011年 《變形平板狂想曲 第四集》
- 2011年 《變形平板狂想曲 第五集》
- 2011年 《變形平板狂想曲 第六集》
- 2012年 《ASUS the Eee pad story ep5黑武士篇》
- 2012年 《N serials X Jay Chou 聽見無與倫比的聲音》
- 2013年 《新北市紀錄片廣告》
- 2014年 《ASUS Memo Pad HD 7》
- 2014年 《ASUS Transformer Book Duet TD300》
- 2014年 《moshi 2014 形象廣告》
- 2014年 Philips《Microlove 四部曲》
- 2018年 《米家人日常系列廣告 EP1-EP6》
- 2021年 第23屆台北電影節形象廣告《回家》

### 出版書籍
- 2021年 《怪胎：幕後影像紀實》

## 獎項紀錄
| 年份   | 頒獎典禮                   | 獎項             | 影片     | 結果 |
| ------ | -------------------------- | ---------------- | -------- | ---- |
| 2020年 | 第57屆金馬獎               | 最佳新導演       | 《怪胎》 | 提名 |
| 2020年 | 第57屆金馬獎               | 最佳攝影         | 《怪胎》 | 提名 |
| 2021年 | 第2屆台灣影評人協會獎      | 最佳導演         | 《怪胎》 | 提名 |
| 2021年 | 中華民國電影導演協會       | 2020最佳新導演獎 | 《怪胎》 | 獲獎 |
| 2021年 | 第12屆青年電影手冊年度盛典 | 年度導演         | 《怪胎》 | 提名 |
| 2021年 | 第12屆青年電影手冊年度盛典 | 年度編劇         | 《怪胎》 | 提名 |

## 外部連結
- 廖明毅在台灣電影網上的資料（繁體中文）